# Guillermo Coria
Guillermo Sebastián Coria (Rufino, 13 de janeiro de 1982) é um ex-tenista argentino. Atingiu o 3º lugar no ranking ATP.

## Grand Slam finals

### Simples: 1 (0–1)
| Resultado | Ano  | Campeonato       | Piso   | Oponente      | Placar                  |
| Vice      | 2004 | Aberto da França | Saibro | Gastón Gaudio | 6–0, 6–3, 4–6, 1–6, 6–8 |

## Finais na ATP

### Simples: 2 (9–11)
| Legenda                     |
| --------------------------- |
| Grand Slam (0–1)            |
| ATP World Tour Finals (0–0) |
| ATP Masters 1000 (2–5)      |
| ATP 500 (2–0)               |
| ATP 250 (5–5)               |

| Títulos por superfície |
| Dura (0)               |
| Saibro (8)             |
| Grama (0)              |
| Carpete (1)            |

| Resultado    | Nr. | Data       | Torneio                   | Superfície  | Adversário          | Placar                     |
| Campeão      | 1.  | 12/02/2001 | Viña del Mar, Chile       | Saibro      | Gastón Gaudio       | 4–6, 6–2, 7–5              |
| Vice-campeão | 2.  | 07/05/2001 | Maiorca, Espanha          | Saibro      | Alberto Martín      | 3–6, 6–3, 2–6              |
| Vice-campeão | 3.  | 16/09/2002 | Costa Do Sauipe, Brasil   | Dura        | Gustavo Kuerten     | 7–6(4), 5–7, 6–7(2)        |
| Vice-campeão | 4.  | 24/02/2003 | Buenos Aires, Argentina   | Saibro      | Carlos Moyá         | 3–6, 6–4, 4–6              |
| Vice-campeão | 5.  | 21/04/2003 | Monte Carlo, Monaco       | Saibro      | Juan Carlos Ferrero | 2–6, 2–6                   |
| Campeão      | 6.  | 12/05/2003 | Hamburgo, Alemanha        | Saibro      | Agustín Calleri     | 6–3, 6–4, 6–4              |
| Campeão      | 7.  | 14/07/2003 | Stuttgart, Alemanha       | Saibro      | Tommy Robredo       | 6–2, 6–2, 6–1              |
| Campeão      | 8.  | 21/07/2003 | Kitzbühel, Áustria        | Saibro      | Nicolás Massú       | 6–1, 6–4, 6–2              |
| Campeão      | 9.  | 28/07/2003 | Sopot, Polônia            | Saibro      | David Ferrer        | 7–5, 6–1                   |
| Campeão      | 10. | 12/10/2003 | Basileia, Suíça           | Carpete (i) | David Nalbandian    | w/o                        |
| Campeão      | 11. | 16/02/2004 | Buenos Aires, Argentina   | Saibro      | Carlos Moyá         | 6–4, 6–1                   |
| Vice-campeão | 12. | 05/04/2004 | Miami, EUA                | Dura        | Andy Roddick        | 7–6(2), 3–6, 1–6, ret      |
| Campeão      | 13. | 19/04/2004 | Monte Carlo, Monaco       | Saibro      | Rainer Schüttler    | 6–2, 6–1, 6–3              |
| Vice-campeão | 14. | 17/05/2004 | Hamburgo, Alemanha        | Saibro      | Roger Federer       | 6–4, 4–6, 2–6, 3–6         |
| Vice-campeão | 15. | 07/06/2004 | Roland-Garros, França     | Saibro      | Gastón Gaudio       | 6–0, 6–3, 4–6, 1–6, 6–8    |
| Vice-campeão | 16. | 21/06/2004 | 's-Hertogenbosch, Holanda | Grama       | Michaël Llodra      | 3–6, 4–6                   |
| Vice-campeão | 17. | 18/04/2005 | Monte Carlo, Monaco       | Saibro      | Rafael Nadal        | 3–6, 1–6, 6–0, 5–7         |
| Vice-campeão | 18. | 09/05/2005 | Roma, Itália              | Saibro      | Rafael Nadal        | 4–6, 6–3, 3–6, 6–4, 6–7(6) |
| Campeão      | 19. | 31/07/2005 | Umago, Croácia            | Saibro      | Carlos Moyá         | 6–2, 4–6, 6–2              |
| Vice-campeão | 20. | 19/09/2005 | Pequim, China             | Dura        | Rafael Nadal        | 7–5, 1–6, 2–6              |

## Vida particular
Coria frequentou a pré-escola junto com David Nalbandian na Argentina. Ele é torcedor do time de futebol Club Atlético River Plate. Casou-se com Carla Francovigh em 27 de dezembro de 2003. Eles têm um filho chamado Thiago, nascido em 12 de abril 2012, e uma filha, Defina, nascida em 4 de outubro de 2013.